# Кривицький Вальтер Германович
Ва́льтер Ге́рманович Криви́цький (28 червня 1899 — 10 лютого 1941) — радянський розвідник, перебіжчик (1937). Справжні прізвище, ім'я та по батькові — Гінзберг (Гінзбург) Самуїл Гершович.

## Життєпис
Народився в родині торгового службовця в містечку Підволочиськ (тоді в  складі Королівства Галичини та Володимирії, Австро-Угорщина). Учився в гімназії у Львові. Від 13 років — у робітничому русі. 1919 року вступив в РКП(б).

### Діяльність
Займався підривною діяльністю в тилу Добровольчої армії на території України. Відтоді його партійний псевдонім «Вальтер Кривицький» став для нього другим ім'ям.
1920 направлений на Західний фронт у тил польської армії із завданням вчинити диверсії та саботаж на транспорті, забезпечувати командування Червоної армії військово-політичною інформацією.
Нагороджений орденом Червоного Прапора і почесною зброєю.
Після громадянської війни 1917—1922 закінчив спеціальні курси Військової академії РСЧА. Від 1921 — співробітник розвідувального управління штабу РСЧА. Знав кілька мов, зокрема, французьку, італійську, голландську, німецьку й польську. 1923 разом з контингентом партпрацівників і військових службовців відбув до Німеччини для навчання там німецьких комуністів методам саботажу, військової справи й підривної роботи. Діяв у французькій окупаційній зоні.
Після провалу «німецького Жовтня» (спроба частини керівництва РКП(б) — у першу чергу Льва Троцького та Григорія Зінов'єва — ініціювати в Німеччині восени 1923 комуністичну революцію) повернувся до СРСР.
Під час перебування на німецький території створив там базу для майбутньої розвідувальної мережі.
Будучи провідним фахівцем Розвідувального управління РСЧА, працював у Швейцарії, Італії, Австрії, Франції, Бельгії, Нідерландах.
Від 1925 викладав у Москві у Вищій школі підготовки розвідників, займав там посаду, що відповідала званню командира бригади РСЧА.
У червні 1926 направлений в Німеччину.
Після повернення в СРСР служив у центральному апараті Генштабу РСЧА; його безпосереднім начальником був Я. Берзін — головний організатор радянської розвідки. Від 1931 — в Іноземному відділі ОДПУ СРСР. 1934 — заступник директора Інституту воєнної промисловості.
Того самого року відряджений до Австрії. У жовтні 1935 направлений до Німеччини керувати нелегальною резидентурою Іноземного відділу ОДПУ СРСР.
Викупив в одного з високоурядовців креслення нового італійського підводного човна, а також, перебуваючи в Берліні, роздобув код японських дипломатичних шифрів. Виявив факт надсекретних переговорів між представником Німеччини Й. фон Ріббентропом і японським аташе Хіросі Осіма щодо координації дій Берліна й Токіо в Європі й на Далекому Сході та розподілу між ними сфер впливу у світовій політиці.
У грудні 1936 дістав наказ центру надати компрометуючі дані на політичних діячів СРСР, які на той час потрапили до розряду «ворогів народу», а також «заморозити» агентурну мережу в Німеччині.
З перевірених джерел йому стало відомо про таємні переговори Йосипа Сталіна (в обхід офіційних каналів НКВС СРСР) з Адольфом Гітлером (переговори велися зі сторони Й. Сталіна через торгового представника СРСР у Берліні Давіда Канделакі, а з боку А. Гітлера — через імперського міністра Ялмара Шахта).

### Утеча на Захід
У березні 1937-го, напередодні «Великого терору», був відкликаний до Москви. Будучи добре поінформованим, вирішив не повертатися до СРСР.
Спочатку нелегально жив у Франції, а 1938-го, пересвідчившись, що за ним полюють агенти НКВС СРСР, переїхав до США. Почав співробітничати з англійською розвідкою МІ5. Виказав близько 100 прізвищ радянських розвідників у країнах Європи, в тому числі Ернеста Олдхема, Кіма Філбі, тощо.
Підготував і оприлюднив низку статей і спогадів, у яких розповів, зокрема, про здійснювані в СРСР великомасштабні підробки американських грошових купюр, про фінансування спецслужбами СРСР підривних операцій за кордоном, а також про вчинені ОДПУ—НКВС СРСР політичні вбивства й фальсифікації як в СРСР, так і в інших країнах.
У грудні 1939 — жовтні 1940 жив у Канаді, співробітничав з Королівською канадською кінною поліцією.
У лютому 1941 знайдений мертвим в одному з готелів у м. Вашингтон (США).
10 лютого 1941 року, о 9:30  вранці його тіло було знайдено прибиральницею в готелі Бельвю (англ. Bellevue Hotel), нині готель Джордж) у Вашингтоні. Поруч з його ліжком лежало три передсмертні записки. Тіло лежало в калюжі власної крові, а в правій частині черепу була виявлена вогнепальна рана від кулі .38 калібру, випущеної з револьвера, який знаходився в його правій руці. У доповіді від 10 червня 1941 року зазначено, що він вже був мертвий протягом шести годин.
Версія про самогубство була відкинута його вдовою. На думку багатьох дослідників, (включно із самим Кривицьким) був убитий радянськими агентами, проте офіційне розслідування, не знаючи про практику НКВС знищувати перебіжчиків, дійшло висновку, що Кривицький скоїв самогубство.

## Твори/праці
- In Stalin's Secret Service (1939)[11] (second edition 1939,[12] 1979,[13] 1985,[14] 2000[15])
  - Agent de Staline (French, 1940)[16]
  - Byłem agentem Stalina (Polish, 1964)[17]
  - Я был агентом Сталина. М., (1995)
- Rusia en Espagna (Spanish, 1939)[18]
- MI5 Debriefing & Other Documents on Soviet Intelligence (2004)[19]